# Luvos (naturreservat)
Luvos är ett naturreservat i Jokkmokks kommun i Norrbottens län.
Området är naturskyddat sedan 2016 och är 2,7 kvadratkilometer stort. Reservatet omfattar två delar, den norra på en sluttning och den södra är mer våtmark. Reservatet består av gammal tallskog och gransumpskog. 